# Ödeborgs distrikt
Ödeborgs distrikt är ett distrikt i Färgelanda kommun och Västra Götalands län. 
Distriktet ligger söder om Färgelanda. 

## Tidigare administrativ tillhörighet
Distriktet inrättades 2016 och utgörs av socknen Ödeborg i Färgelanda kommun
Området motsvarar den omfattning Ödeborgs församling hade vid årsskiftet 1999/2000.